# ロッブリー太陽光発電所
ロッブリー太陽光発電所とは、タイ王国の中央部のロッブリー県に設置されている、比較的大規模な太陽光発電所である。

## 概要
ロッブリー太陽光発電所は、タイ王国のNatural Energy Development社（NED社）が運営している。2010年8月に着工し、第1期工事分の出力約73.2 (MW)分の発電設備は、2012年3月に運転を開始した

。
さらに、2012年9月には第2期工事が着工し、2013年5月に約10.3 (MW)分の発電設備の運転が開始された

。
これにより出力は合計84 (MW)に迫り、これは2013年5月現在において、タイ王国内で最大規模の太陽光発電所となった

。
これらはいずれも薄膜太陽電池を広くて平坦な土地に敷設（陸上設置）して作られたものであり、第2期工事終了時点で、約2.16 (km2)の敷地を持っている

。
なお、第2期工事終了時点で、敷設されている薄膜太陽電池パネルは、約64万枚であると言う

。
第2期工事で行われたような太陽電池パネルの増設は今後も行われる予定であり、ロッブリー太陽光発電所の出力は、今後さらに増える見込みとなっている。

## 発電所の管理
既述の通り、ロッブリー太陽光発電所は、タイ王国のNatural Energy Development社（NED社）が運営している。しかし、シャープの関連企業なども関わっている。